# 安娜·托曼
安娜·弗朗西丝·托曼（英語：Anna Frances Toman，1993年4月29日—），英国女子曲棍球运动员。她曾代表英国国家队参加2020年夏季奥林匹克运动会曲棍球比赛，获得一枚铜牌。